# William Vince
William D. "Bill" Vince (23 de noviembre de 1963 – 21 de junio de 2008) fue un productor de cine canadiense. Entre sus créditos, figuran películas como Air Bud (1997), Dead Heat (2002), Saved! (2004) o Capote (2005) (por el que consiguió una nominación un Premios Óscar a la mejor película).
El 23 de junio de 2008, se anunció que Vince murió después de una larga batalla contra el cáncer. En el momento de su muerte, había estado trabajando en Push en postproducción con dos películas más en desarrollo, y había completado la producción de Edison y Leo y El imaginario del Doctor Parnassus. Esta última película estuvo dedicada a su memoria suya junto con la de Heath Ledger.

## Filmografía
- Café Romeo (1992)
- Atracción asesina (Tomcat: Dangerous Desires) (1993)
- Samurai Cowboy (1993)
- Breaking Point (1993)
- Anything for Love (1993)
- Double Cross (1994)
- Final Round (1994)
- Asesino a sueldo (Killer) (1994)
- El último segundo (The Final Cut) (1995)
- Dream Man (1995)
- Malicious (1995)
- Crash (1996)
- Tigre blanco (White Tiger) (1996)
- Underworld (1996)
- Wounded (1997)
- Air Bud (1997)
- Hoods (1998)
- Air Bud: Golden Receiver (1998)
- Cuarto piso (The 4th Floor) (1999)
- Ricky 6 (2000)
- Here's to Life! (2000)
- En el punto de mira (Liberty Stands Still) (2002)
- Contra la ley (Dead Heat) (2002)
- The Snow Walker (2003)
- Dreaming of Julia (2003)
- ¡Salvados! (Saved!) (2004)
- La memoria de los muertos (The Final Cut) (2004)
- Make the Movie Live the Movie (2004)
- Las chicas malas del valle (Bad Girls From Valley High) (2005)
- Capote (2005)
- Ripley Under Ground (2005)
- Sólo amigos (Just Friends) (2005)
- Butterfly on a Wheel (2007)
- Stone of Destiny (2008)
- Edison and Leo (2008)
- El imaginario del Doctor Parnassus (The Imaginarium of Doctor Parnassus) (2009)
- Push (2009)

## Premios y distinciones
Premios Óscar
| Año  | Categoría      | Película | Resultado |
| ---- | -------------- | -------- | --------- |
| 2006 | Mejor película | Capote   | Nominado  |